# Parque nacional de la Vanoise
El parque nacional de la Vanoise (en francés Parc National de la Vanoise) es un espacio natural protegido francés situado en el departamento de Saboya, región de Ródano-Alpes. Fue creado como primer parque nacional francés en 1963 después de la movilización del movimiento ecologista contra un proyecto turístico. Cerca del parque se encuentran pueblos pequeños como Champagny-le-Haut, Sollières-Sardières, La Chiserette, Termignon, Friburgo y Bramans.
El parque está rodeado por varias estaciones de esquí de gran tamaño (Les Trois Vallées, Tignes, Val-d'Isère, Les Arcs, La Plagne). En el lado italiano de la frontera, el parque sigue en el parque nacional Gran Paradiso. Juntos, estos dos parques abarcan más de 1250 km².

## Fauna

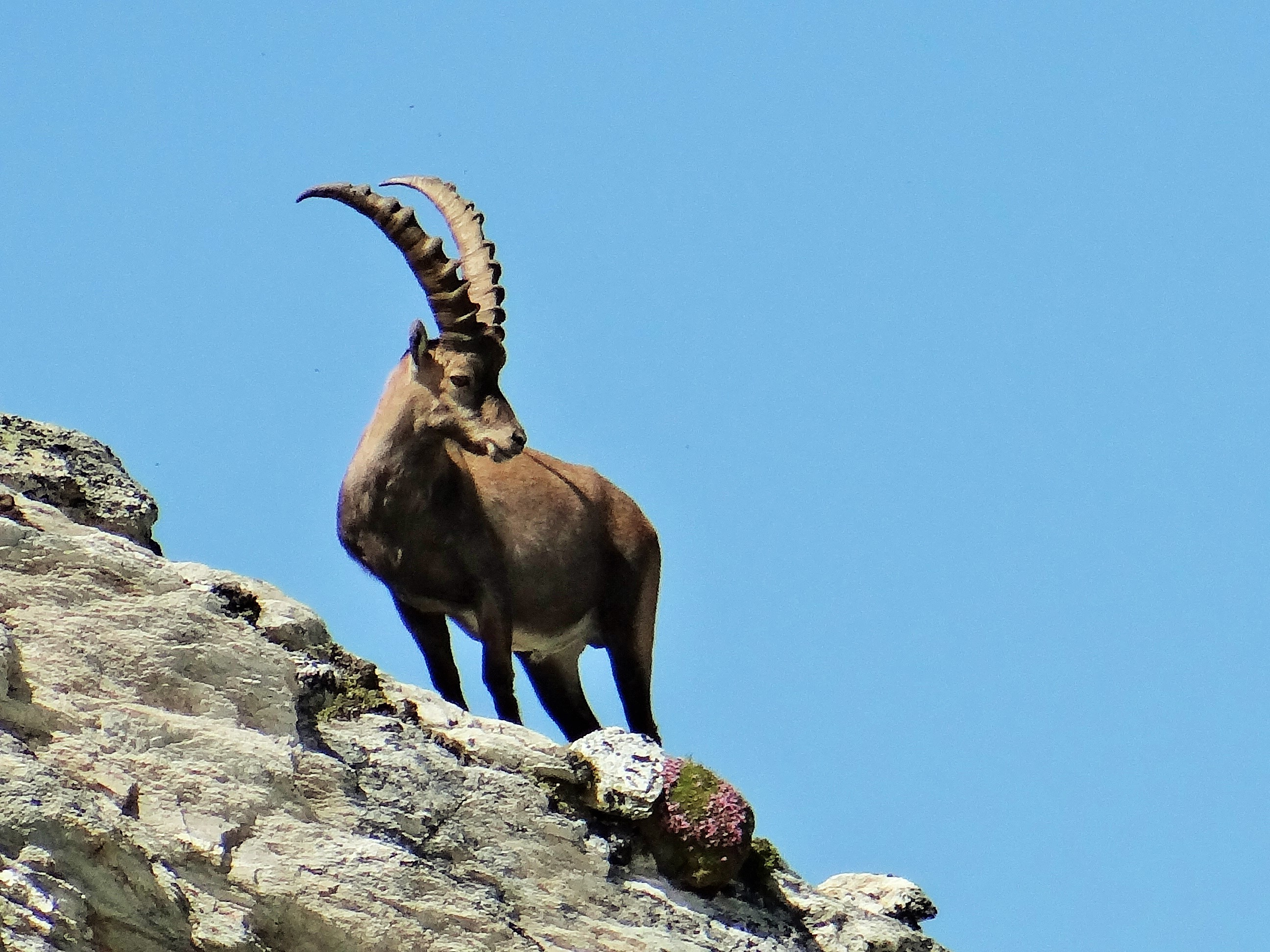
Ibice (capra ibex)

El parque es muy conocido por su población de íbices (Capra ibex), bouquetins en francés, y de rebecos alpinos (Rupicapra rupicapra).